# Agostinianos
O termo agostinianos, derivado de Agostinho de Hipona (354-430), aplica-se a dois tipos distintos de ordens religiosas católicas e a algumas ordens religiosas anglicanas. Dentro do anglicanismo, a Regra de Santo Agostinho é seguida apenas por mulheres, as quais formam várias comunidades de monjas agostinianas na Comunhão Anglicana. Dentro do catolicismo romano, agostinianos podem ser membros de qualquer um dos dois tipos distintos e separados de ordem:
- Várias ordens de frades mendicantes que vivem um misto de vida religiosa contemplativa e de ministério apostólico seguem a Regra de Santo Agostinho, um documento breve que fornece orientações para viver numa comunidade religiosa. A maior e mais famosa, originalmente conhecida como os Eremitas de Santo Agostinho (OESA; Ordo Eremitarum sancti Augustini), conhecidos na Inglaterra como Austin friars, agora é simplesmente designada como Ordem de Santo Agostinho (OSA). Duas outras, a Ordem dos Agostinianos Recoletos e a dos Agostinianos Descalços, participavam da Ordem Agostiniana sob um único prior geral. Os frades recoletos, fundados em 1588 como um movimento de reforma dos frades agostinianos na Espanha, tornaram-se autônomos em 1612, com o seu primeiro prior geral, Enrique de la Sagrada. Os frades descalços tornaram-se uma congregação independente com o seu próprio prior geral em 1592, e foram promovidos à condição de ordem mendicante separada em 1610.[1]
- Várias congregações de clérigos conhecidos como Cônegos Regulares que também seguem a Regra de Santo Agostinho, abraçam os conselhos evangélicos e levam uma vida semi-monástica, mantendo-se comprometidos com o cuidado pastoral próprio de sua vocação primária como presbíteros. Geralmente, eles formam uma grande comunidade que pode servir nas paróquias vizinhas, e são organizados em congregações autônomas, as quais normalmente são distintas por região.

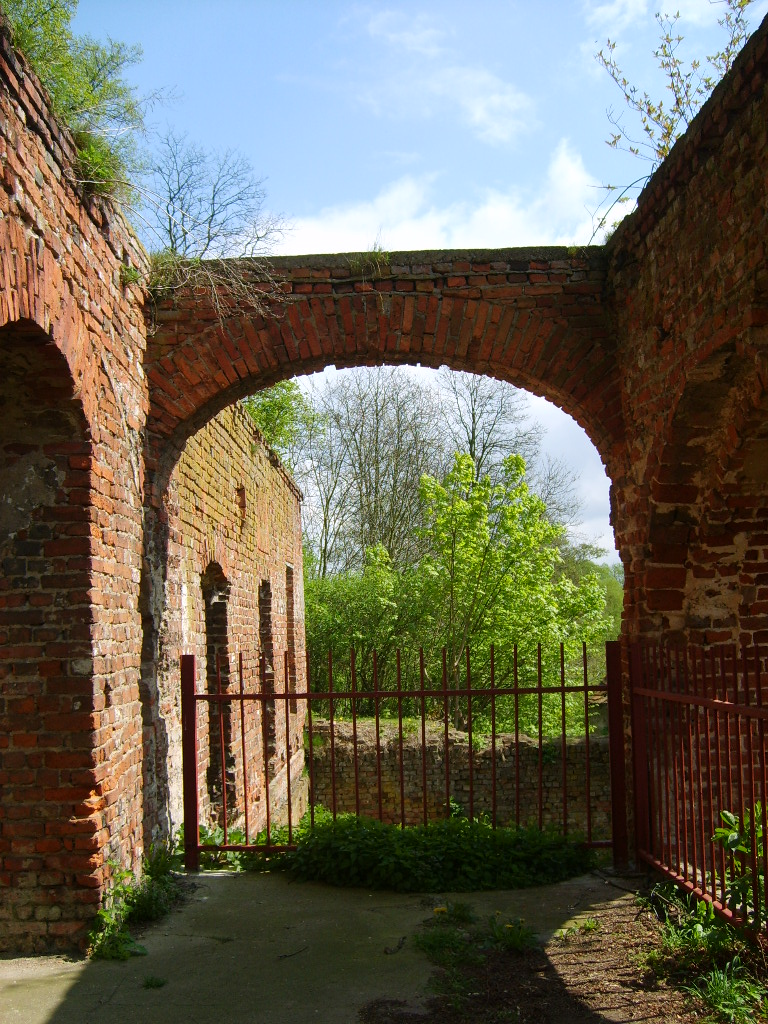
Ruínas da Abadia de Jasienica, antigo priorado agostiniano em Jasienica, Polônia (século XIV)

## Carisma
Numa comunidade religiosa, "carisma" é a contribuição particular que cada ordem religiosa, congregação ou família e seus membros individuais incorporam. O ensino e os escritos de Agostinho, a Regra Agostiniana, e as vidas e experiências dos agostinianos em mais de dezesseis séculos ajudam a definir o ethos (princípios) e o carisma especial da ordem.
Assim como disse a seus discípulos para serem "de uma só mente e coração no caminho em direção a Deus", Agostinho de Hipona ensinou que "Nada conquista, exceto a verdade, e a vitória da verdade é o amor" (Victoria veritatis caritas est), e a busca da verdade através da aprendizagem é a chave para a ética agostiniana, ponderada pela injunção de agir com amor para com o outro. Não destaca indevidamente os excepcionais, nem privilegia aos dotados nem exclui os pobres ou marginalizados. O amor não é conquistado através de méritos humanos, mas recebido e dado livremente por dom gratuito da graça de Deus, totalmente imerecido e, ainda assim, generosamente dado. Estes mesmos imperativos de afeto e de justiça têm conduzido a ordem em suas irradiações missionárias internacionais. Esta busca equilibrada do amor e da aprendizagem tem animado os vários ramos da ordem a construir comunidades fundadas no afeto mútuo e no avanço intelectual. O ideal agostiniano é inclusivo.
Agostinho falava apaixonadamente da beleza de Deus, "tão antiga e tão nova", e seu fascínio com a beleza estendia-se à música. Ele ensinava que "quem canta reza duas vezes" (Qui cantat, bis orat) e a música é também uma parte fundamental do ethos agostiniano. Fundações musicais agostinianas contemporâneas incluem o famoso Augustinerkirche em Viena, onde as missas orquestrais de Mozart e de Schubert são executadas toda semana, bem como o coral de meninos em Sankt Florian na Áustria, uma escola dirigida por cônegos agostinianos, agora de mais de mil anos de idade.
Os agostinianos também têm produzido um corpo formidável de trabalhos acadêmicos.

## Ordens, grupos e sociedades

### Cônegos Regulares

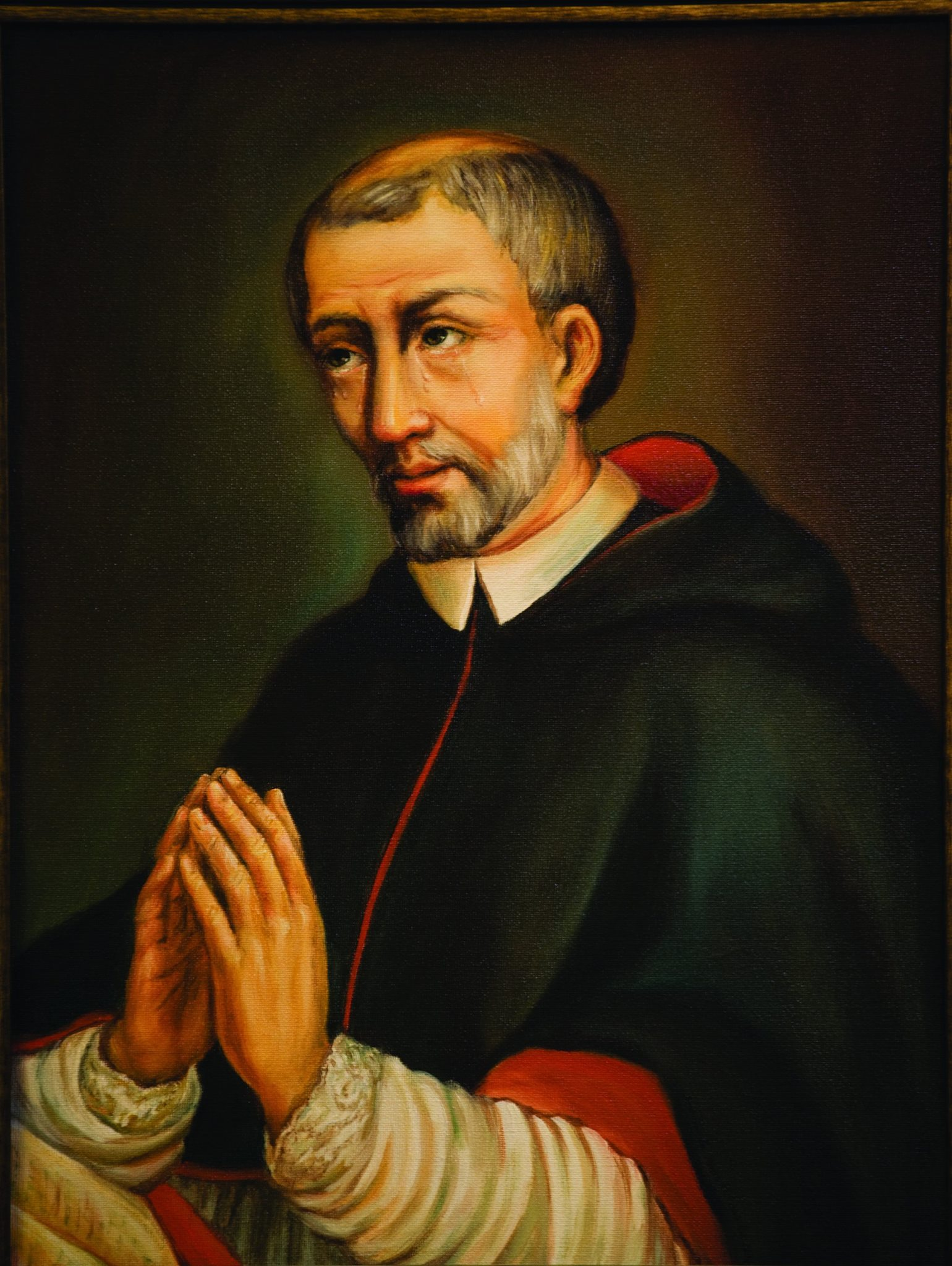
Estanislau Casimiritano (1433-1489).

Os Cônegos Regulares seguem a forma mais antiga de vida religiosa que se desenvolveu no fim do primeiro milênio e, portanto, anterior à fundação da ordem dos frades. Eles representam uma adaptação clerical da vida monástica, já que eles surgiram de uma tentativa de organizar comunidades de clérigos para um modo de vida mais devoto, como o próprio Santo Agostinho fizera. Historicamente, ela se emparelhava com o movimento leigo de monasticismo ou com a vida eremítica a partir da qual os frades, posteriormente, vieram a se desenvolver. Em sua tradição, os cônegos acrescentaram o compromisso dos votos religiosos à sua vocação primária de cuidado pastoral. Como se tornaram independentes das estruturas diocesanas, eles vieram a formar suas próprias comunidades monásticas. O nome oficial da ordem é Cônegos Regulares de Santo Agostinho (CRSA).

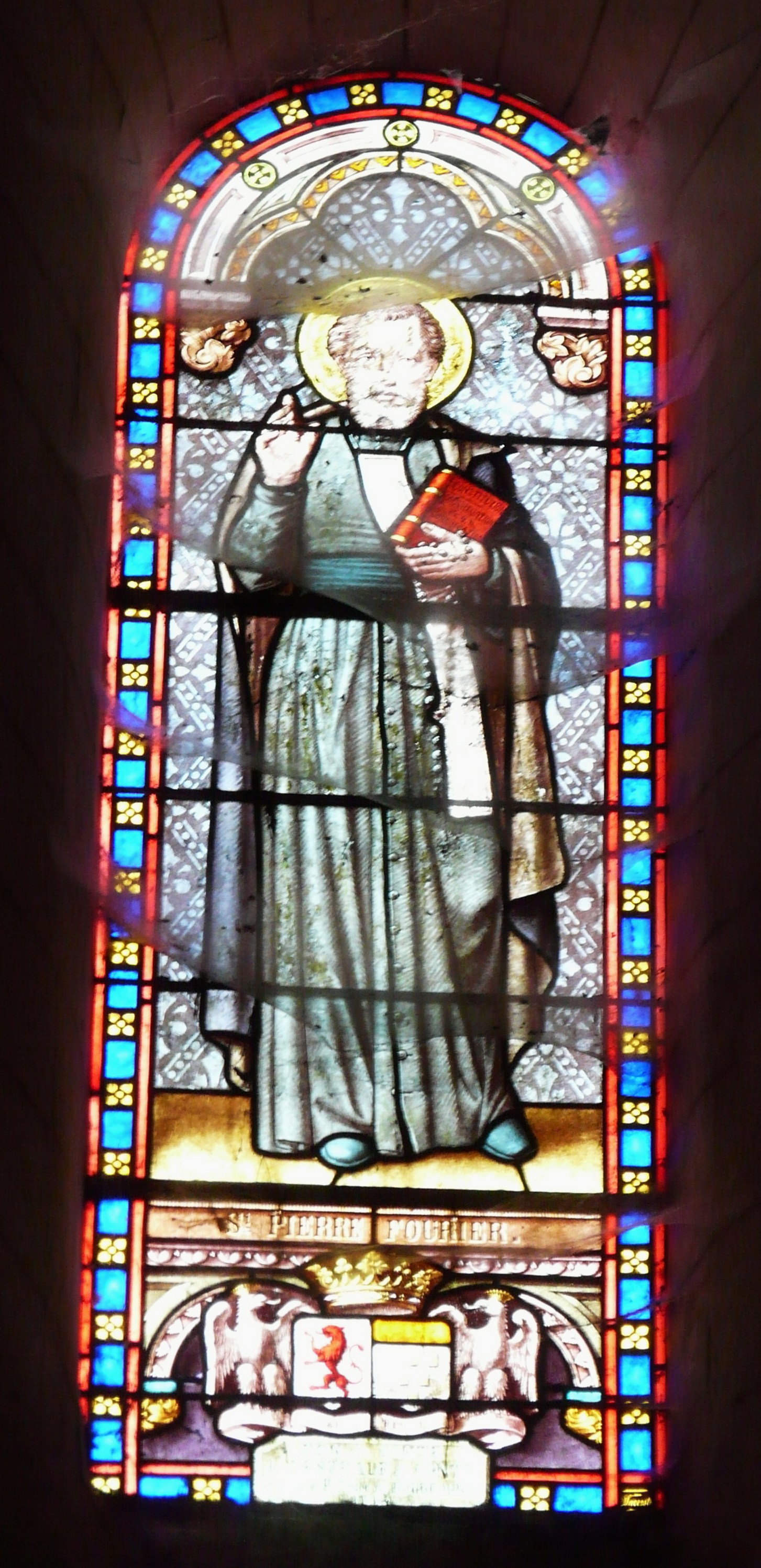
Pedro Fourier, líder da reforma dos Cônegos Regulares no antigo Ducado de Lorena, vestindo um sarozium.

Como a Ordem de São Bento, não é um corpo legal, mas uma união de várias congregações independentes. Embora eles também sigam a Regra de Santo Agostinho, eles diferem dos frades ao não se empenharem em incorporar a pobreza, que é um elemento definidor das ordens mendicantes. Ao contrário dos frades e como monges, os cônegos são geralmente organizados como uma grande comunidade a qual estão ligados vitaliciamente com um voto de estabilidade. Às suas casas é dado o título de uma abadia, a partir das quais os cônegos então se voltam às várias cidades e vilas vizinhas para serviços espirituais. O superior religioso de suas sedes têm o título de abade. As pequenas comunidades são chefiadas por um prior ou por um preboste.
O hábito distintivo dos cônegos regulares é o roquete usado sobre uma batina ou túnica, que é indicativo de sua origens clericais. Este tem evoluído em várias maneiras entre diferentes congregações, de usar o roquete completo ao uso de uma túnica e escapulário brancos. A congregação austríaca, por exemplo, usa um sarozium, uma faixa estreita de pano branco — um vestígio do escapulário — que pende à frente e atrás sobre uma batina para seu uso semanal. Para ocasiões mais solenes, eles usam o roquete sob uma mozeta violeta.
Comunidades de cônegos serviram aos pobres e aos doentes em toda a Europa, através da enfermagem e da educação. Eles incluem os cônegos do Hospício do Grande São Bernardo, no Passo do Grande São Bernardo nos Alpes, na fronteira da Suíça, onde eles têm servido aos viajantes desde meados do século XI. Foi esta comunidade que desenvolveu a famosa raça são-bernardo para ajudar os cônegos na sua capacidade para encontrar viajantes soterrados por avalanches. A Congregação do Grande São Bernardo faz parte da Confederação dos Cônegos Regulares de Santo Agostinho.
Os Cônegos Regulares da Nova Jerusalém são uma congregação recém-fundada de rito tridentino.

### Frades agostinianos

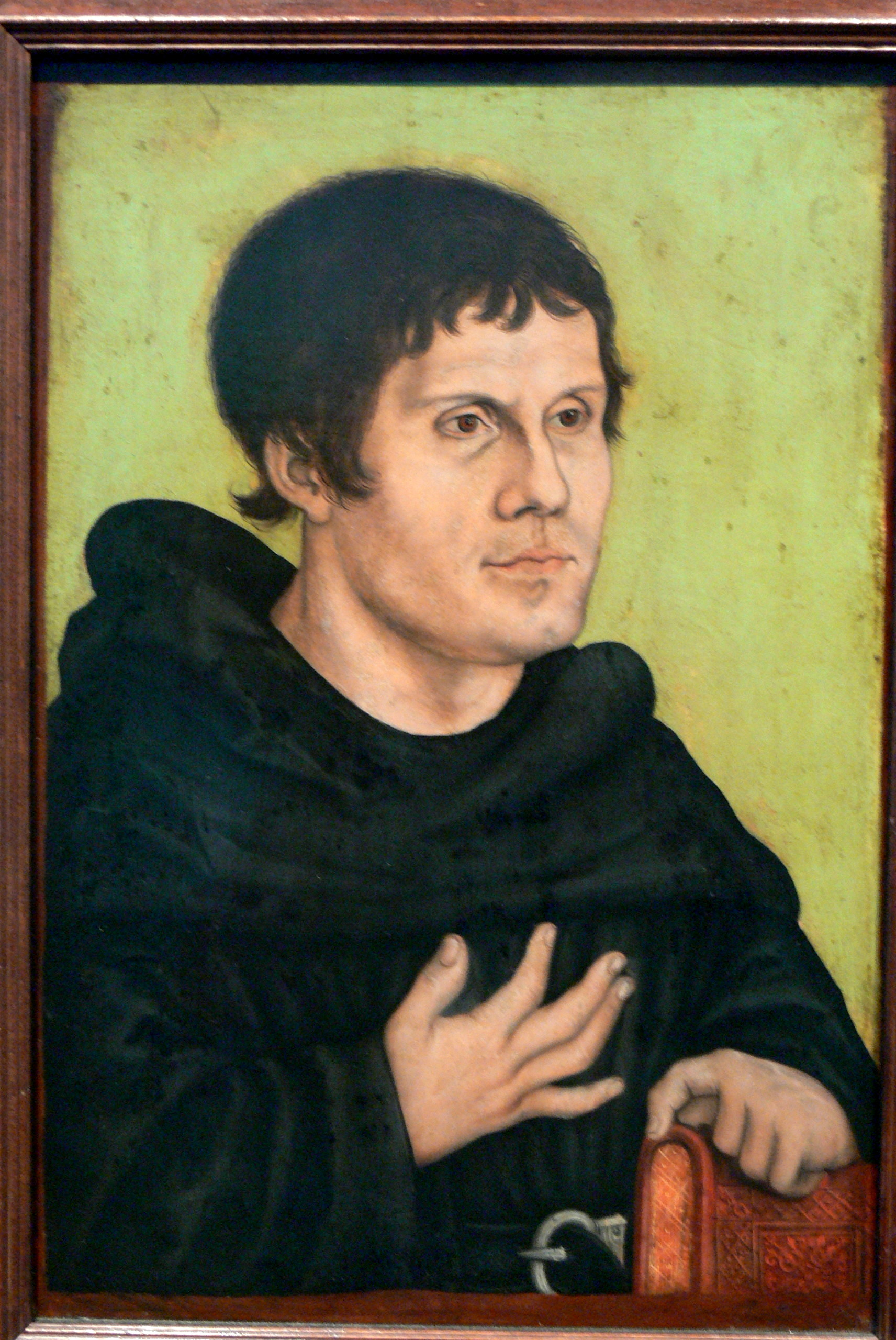
Martinho Lutero (1483–1546), no hábito da Ordem Agostiniana. Lutero foi um frade agostiniano de 1505 até sua excomunhão, em 1520. Lutero posteriormente renunciaria aos seus votos religiosos e se casaria com Catarina de Bora em 1525.

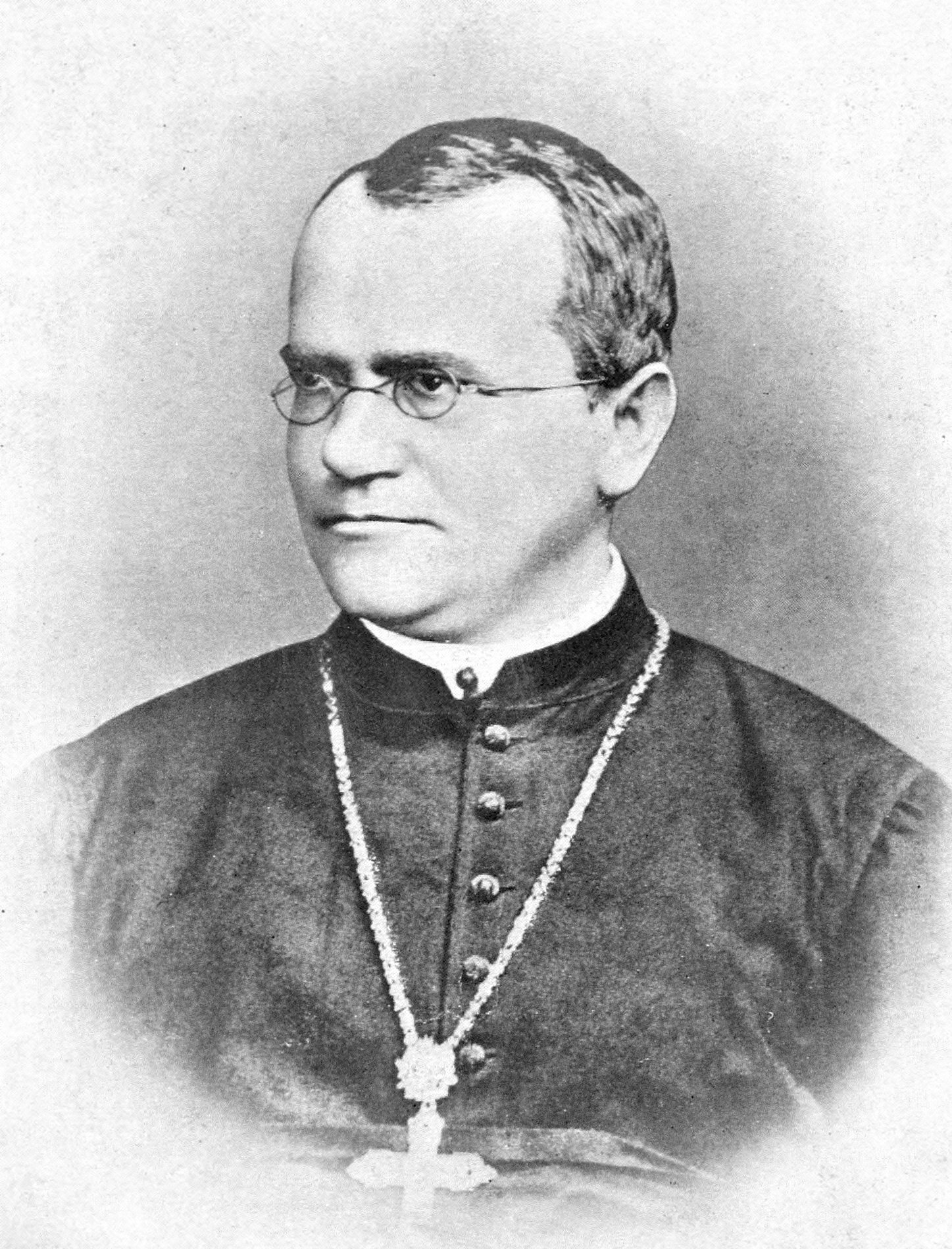
Abade Gregório Mendel (1822–1884)

As Constituições de 2008 da Ordem de Santo Agostinho afirma que a mesma é composta pelos seguintes:
a) frades, sejam professos ou noviços, membros das diversas circunscrições da ordem (isto é, uma província, um vicariato ou uma delegação).
b) freiras contemplativas pertencentes aos mosteiros da ordem.
c) membros dos Fraternidades Agostinianas Seculares, legitimamente estabelecidas pelo Prior Geral.
Além desses três ramos, a família agostiniana também inclui outros grupos:
a) institutos religiosos, tanto masculinos quanto femininos, formalmente agregados à ordem através de um decreto do prior geral (o que inclui os Agostinianos da Assunção, as Irmãs de Santa Rita, etc.); b) outros grupos de agostinianos leigos; c) fiéis leigos filiados à ordem.
Os frades agostinianos (OSA) são uma ordem mendicante. Como religiosos consagrados, eles rezam a Liturgia das Horas por todo o dia. Esta ordem de rito latino, enquanto contemplativa, difere das ordens monásticas tradicionais de três maneiras: 1) Eles não fazem votos de estabilidade, o que significa que eles podem viver numa casa (chamada de convento ou, às vezes, de mosteiro), normalmente por vários anos, antes de serem movidos para uma comunidade diferente da ordem. 2) Eles estão envolvidos em atividades apostólicas, tais como trabalho missionário, educação, ministérios de prisões, etc. A ordem está sob a supervisão de um prior geral, em Roma, e como uma ordem internacional, eles são divididos em várias províncias em todo o mundo, com cada província sendo chefiada por um prior provincial. 3) Como uma ordem, eles têm um compromisso especial para incorporar a pobreza em oposição a simplesmente a pobreza professada individualmente por um frade. Embora não esteja legislado como nas origens da ordem, essa é para ser uma marca distintiva de suas vidas como comunidade.
Como religiosos consagrados, os agostinianos professam os conselhos evangélicos de castidade, de pobreza e de obediência. Eles seguem a Regra de Santo Agostinho, escrita em algum momento entre 397 e 403 para uma comunidade monástica que Agostinho fundou em Hipona (atual Argélia), e que tem como inspiração a primeira comunidade cristã descrita nos Atos dos Apóstolos, particularmente em Atos 4:32: "E era um o coração e a alma da multidão dos que criam, e ninguém dizia que coisa alguma do que possuía era sua própria, mas todas as coisas lhes eram comuns." (NAB)
Por decreto da Santa Sé, a Ordem Agostiniana têm status de exceção, colocando-a sob a dependência direta do Papa, o que significa que os bispos não têm jurisdição no que tange a assuntos internos da ordem.

#### História dos frades
Os frades agostinianos surgiram depois dos Cônegos Regulares, como parte do movimento mendicante do século XIII, uma nova forma de vida religiosa que procurava trazer o ideais da vida monástica para um ambiente urbano que permitia aos religiosos atender às necessidades do Povo de Deus numa competência apostólica. Nesta época, havia uma porção de grupos de eremitas que viviam em lugares diversos como a Toscana, Lácio, Úmbria, Ligúria, Inglaterra, Suíça, Alemanha, e talvez França. Em 1243, os eremitas toscanos pediram ao Papa Inocêncio IV para uni-los todos como um grupo único. Inocêncio IV emitiu a bula Incumbit Nobis em 16 de dezembro de 1243, essencialmente uma carta pastoral que, apesar de breve, basicamente serviu como a carta magna de iniciação da fundação da ordem como é conhecida hoje. Esta bula exortou estes eremitas a adotarem a Regra e o modo de vida do Bem-Aventurado Agostinho," a professarem esta forma agostiniana de vida de modo que eles próprios decidam a respeito de seu carisma e apostolado específico, e a elegerem um Prior Geral. A bula também nomeou o cardeal Riccardo Annibaldi como seu orientador e guia legal. A importância desse homem na fundação da ordem não pode ser menosprezada.
Estes eremitas toscanos reuniram-se para um capítulo geral em março de 1244, como decretado pela bula Praesentium Vobis, presidido pelo cardeal Annibaldi. Neste capítulo, a ordem adotou formalmente a Regra de Santo Agostinho, seguir o ofício romano com o saltério cisterciense, e manter eleições trienais do prior-geral. O primeiro prior-geral foi Frei Mateus, seguido por Adjuto e Filipe. Na bula Pia desideria, emitida em 31 de março de 1244, Papa Inocêncio IV aprovou formalmente a fundação da ordem.
Em 1256, o sucesssor de Inocêncio, Alexandre IV, convocou vários outros grupos de eremitas ao redor do mundo e, finalmente, juntou-os à existente Ordem Agostiniana. De junho a julho de 1255, ele emitiu 22 bulas de instrução, de encorajamento e de proteção da jovem ordem. A bula Cum Quaedam Salubria convocou todos os eremitas de Santo Agostinho e de São Guilherme a enviar dois representantes a Roma para um capítulo geral, novamente a ser realizado sob a supervisão de seu sobrinho, o cardeal Annibaldi, e, durante este capítulo, os seguintes grupos de eremitas, inter alia, foram incorporados à ordem, que até então era constituída apenas dos grupos dos eremitas toscanos: as duas ordens de São Guilherme, o Eremita (as comunidades de Malevale e de Monte Favale), os britinos, e os bonitas (derivados de São João, o Bom). Esta união histórica tem sido referido posteriormente como a Grande União de 1256. Neste capítulo, Lanfranc Settala, o líder dos bonitas, foi eleito prior geral. Esta ordem religiosa de frades de doze anos de idade agora consistia de cem ou mais casas.
Em 22 de agosto de 1256, os guilhermitas italianos, insatisfeitos com o arranjo da Grande União, abandonaram a ordem e adotaram a Regra de São Bento.
Esta primeira época na história da ordem foi caracterizada por uma grande devoção à aprendizagem, ao estudo, à oração, ao serviço dos pobres, e à defesa do Papa e da Igreja – um carisma particular da ordem enraizada no fato de que ela é a única ordem na história da Igreja a ser fundada diretamente pelo Papa. Em sua obra A Vida dos Irmãos, os historiador e frade agostiniano Jordão de Saxônia escreve:
É certo que, na sua condição atual, a ordem está fundada principalmente em trabalhos espirituais, que são pertinentes à vida contemplativa. São estes: o canto do divino ofício; o serviço do altar; oração; canto dos salmos; devoção à leitura e ao estudo das sagradas escrituras; ensino e pregação da palavra de Deus; confessar aos fiéis; levar a salvação das almas por palavras e pelo exemplo.
Os agostinianos contam entre si mais de uma dúzia de santos e numerosos membros declarados bem-aventuados pela Igreja.

#### Organização da ordem
Os eremitas agostinianos, enquanto seguidores da regra conhecida como a de Santo Agostinho, também estão sujeitos às Constituições, a primeiramente elaboradas por Agostinho Novello (morto em 1309), prior geral da ordem de 1298 a 1300, e por Clemente de Ósimo. Uma revisão foi feita em Roma em 1895. As Constituições foram novamente revisadas e publicadas em Roma, em 1895, com adições em 1901 e 1907. Hoje, a ordem segue as Constituições aprovadas no capítulo geral ordinário de 2007.
O governo da ordem é o seguinte: o chefe é o prior geral, eleito a cada seis anos, pelo capítulo geral. O prior geral é auxiliado por seis assistentes e um secretário, também eleitos pelo capítulo geral. Estes formam a Cúria Generalitia. Cada província é regida por um prior provincial, cada comissariado por um comissário geral, cada uma das duas congregações por um vigário geral, e cada mosteiro por um prior (só o mosteiro tcheco de Alt-Brunn , na Morávia que está sob um abade) e cada colégio por um reitor. Os membros da ordem contam tanto com presbíteros quanto com irmãos leigos. Os agostinianos, como a maioria das ordens religiosas, têm um cardeal protetor.
A vestimenta de coro e exterior dos frades é uma túnica de material lanoso preto, com mangas longas e largas, um cinto de couro preto, e uma mozeta a qual está ligado um capuz longo e pontudo que chega até o cinto. A vestimenta interior consiste de uma túnica e do escapulário pretos, sobre os quais usa-se a mozeta. Em muitos mosteiros, o branco era a cor usada antigamente em áreas onde não havia dominicanos. Em climas quentes, os agostinianos tendem a vestir-se com hábitos brancos, uma vez que eles são facilmente distinguíveis dos dominicanos (i.e. sem escapulário longo, rosário, etc.).
Os agostinianos seguem a Regra de Santo Agostinho, a qual é dividida em oito capítulos (finalidade e base da vida em comum, oração, moderação e auto-negação, salvaguardando a castidade e a correção fraterna, o cuidado dos bens da comunidade e o tratamento de doentes, pedindo perdão e perdoando os outros, a governança e a obediência e a observância da regra). Os agostinianos também usam o carisma ou o "dom do Espírito Santo" para orientar a vida em comum.

#### O carisma da Ordem de Santo Agostinho
Como a regra, este tem três partes: espiritualidade (busca de Deus – durante a oração Agostinho encontrou a si mesmo, Deus, e seus irmãos); fraternidade (vida em comunidade – os agostinianos encontram Deus através da fraternidade; paz e harmonia entre os irmãos é um sinal do Espírito Santo que habita dentro deles e constitui um testemunho para toda a igreja: "sê apenas uma mente e um coração"); e ministério (serviço à igreja – os agostinianos se disponibilizam para a igreja para anunciar e vivenciar o reino de Deus).

#### Frades Descalços e Recoletos

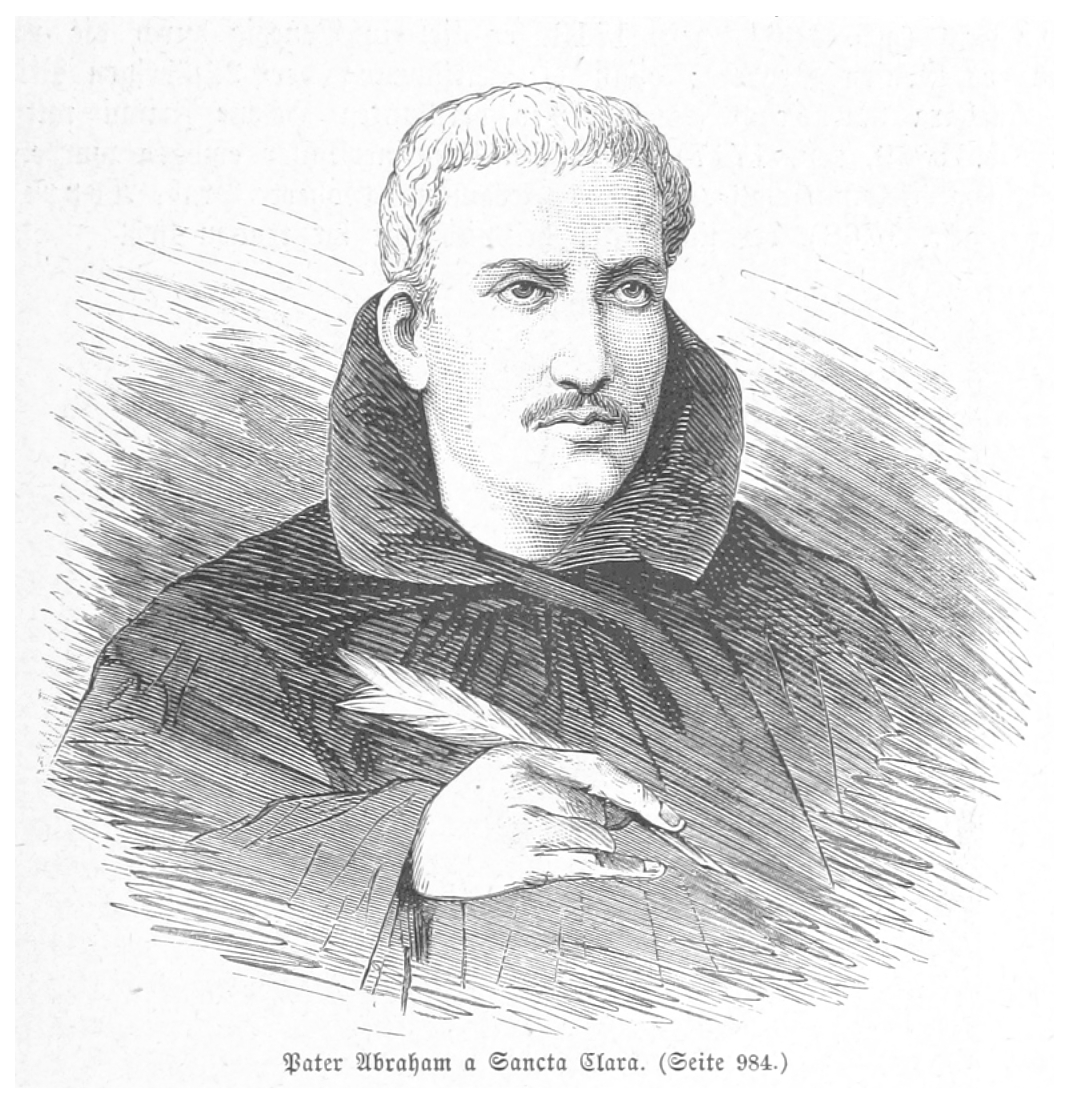
Abraão de Santa Clara (1644-1709)

O Agostinianos Descalços foram formados em 1588, na Itália, como um movimento de reforma da ordem e têm suas próprias constituições, que os diferem dos outros agostinianos. Seus jejuns são mais rigorosos e suas outras práticas ascéticas mais estritas. Eles usam sandálias, não sapatos, uma prática que representa seu nome (scalzo ou "pés descalços"). Num esforço para preservar suas raízes na vida eremítica, os Agostinianos Descalços praticam silêncio rigoroso e têm, em cada província, uma casa dedicada ao recolhimento situada em algum lugar afastado, para que os frades buscando maior perfeição possam se recolher para praticar severa penitência, vivendo apenas com água, pão, frutas, azeite e vinho.
Os Agostinianos Recoletos se desenvolveram na Espanha em 1592 com o mesmo objetivo. Atualmente, no entanto, eles são encontrados principalmente servindo no cuidado pastoral.

#### Agostinianos na América do Norte
A fundação norte-americana da ordem ocorreu em 1796, quando frades irlandeses chegaram à Filadélfia. Michael Hurley foi o primeiro americano a se juntar à ordem, no ano seguinte. Os frades criaram escolas pelas Américas: Universidade Villanova na Pensilvânia e Merrimack College em Massachusetts.
Também criaram as seguintes escolas secundárias: Malvern Preparatory School na Pensilvânia (1842); Augustinian Academy, Staten Island, NY (1899 – fechada em 1969). St. Rita of Cascia High School em Chicago (1909); St. Augustine High School em San Diego, Califórnia (1922); Villanova Preparatory School em Ojai, Califórnia (1925); Cascia Hall Preparatory School em Tulsa, Oklahoma (1926); Monsignor Bonner High School em Drexel Hill, Pensilvânia (1953); St. Augustine College Preparatory School em South Jersey (1959); Austin Preparatory School em Reading, Massachusetts (1961); Augustinian Academy, St. Louis, Missouri (1961, fechada em 1972); Providence Catholic High School, Diocese of Joliet em Illinois (1962); St. Thomas of Villanova College em King City, Ontário (1999); Austin Catholic High School, Diocese of Detroit no Michigan (2011).

### Comunidades agregadas

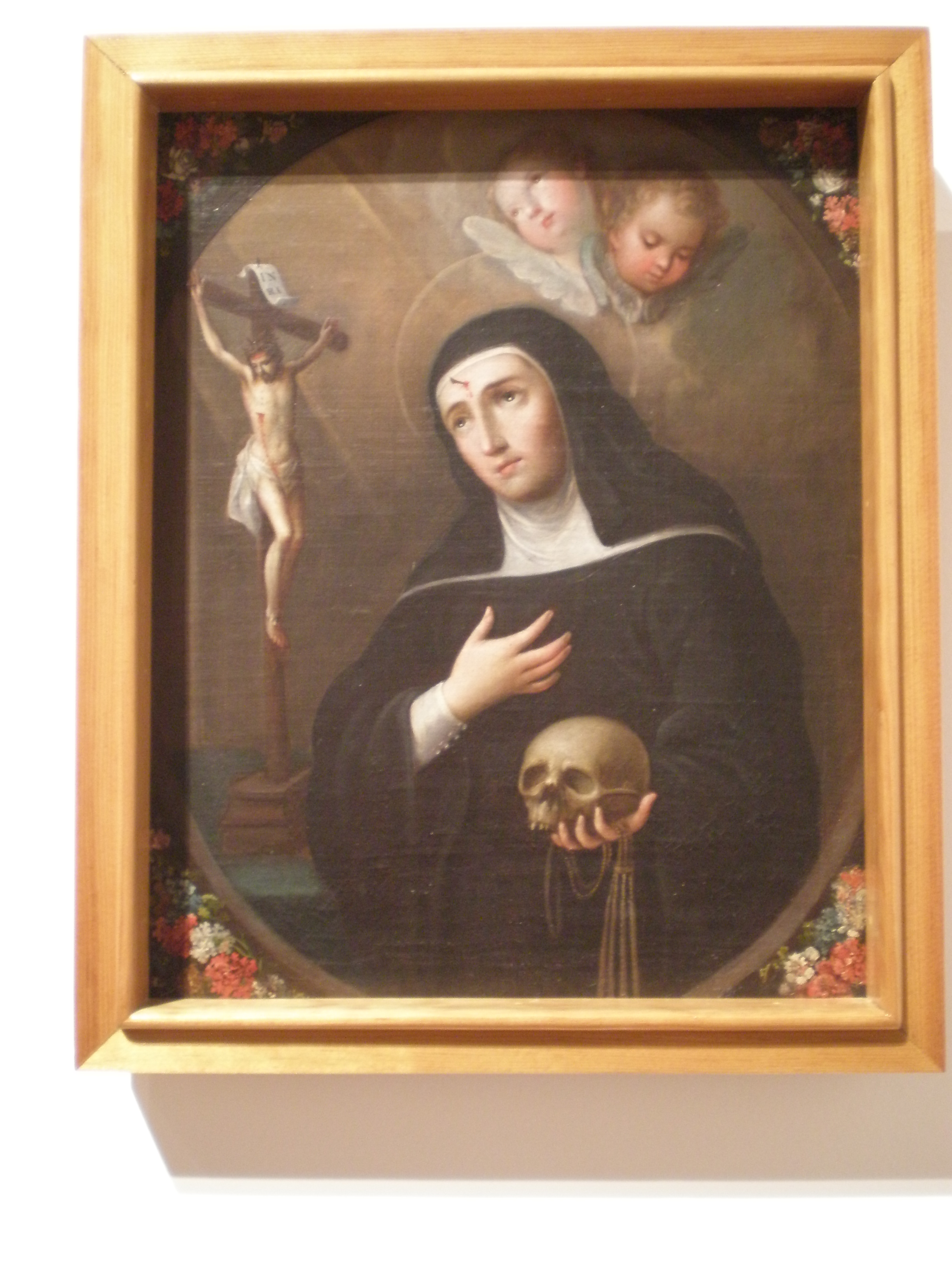
Rita de Cássia (1381–1457)

Outras ordens e grupos pertencem à família agostiniana ou porque seguem a regra de Agostinho, existem como sociedades independentes, ou foram agregadas formalmente por suas constituições à ordem mundial agostiniana. Estas não foram levadas em conta por este artigo compreensivelmente porque o sistema de governo e de apuração da Igreja Católica faz apenas os números de clérigos ordenados relativamente acessíveis e verificáveis. Alguns destes incluem:
- Os Hieronimitas, as Irmãs de Santa Rita, as Ursulinas, as Cônegas de Santo Agostinho da Misericórdia de Jesus, Agostinianos da Assunção, Irmãos Aleixanos (localizados nos Estados Unidos, Europa, Inglaterra, Irlanda, Filipinas e Índia), os Irmãos da Assunção (no Congo), as Irmãs de Nossa Senhora da Consolação e a Igreja Paroquial de São Guilherme (cuja metade de seus 12m de altura foi soterrada em 3 de setembro de 1994, por declives de lahar do Monte Pinatubo, Filipinas); a Congregação de Nossa Senhora das Missões, as Irmãs de Caridade do Verbo Encarnado[25] (que fundaram a Universidade do Verbo Encarnado no Texas), e as Irmãs de Santa Joana d'Arc (em Quebec, Estados Unidos e Roma).

### Sociedades leigas agostinianas
As sociedades leigas são grupos de voluntários, geralmente, de pessoas que são casadas ou solteiras e que têm simpatia e se interessam pela abordagem agostiniana da vida. Estes leigos não fazem votos monásticos, mas oferecem apoio ao trabalho da Ordem Agostiniana em trabalho voluntário, doações de dinheiro e de mercadorias, e ao estudo e à promoção de Santa Agostinho e de seus ensinamentos.
A principais entre elas são as Ordens Terceiras associadas com os vários ramos das ordens mendicantes. São Comunidade Leiga Agostiniana e os Agostinianos Recoletos Seculares. Eles fazem um compromisso formal e público como leigos para seguir o melhor possível a vida e o carisma da ordem.
Outras associações que apoiam o espírito e o trabalho dos frades e das freiras incluem: a Irmandade da Virgem Maria da Correia na Itália, os Amigos de Santo Agostinho, nas Filipinas, e os Amigos Agostinianos na Austrália.